# Carlos Barbosa Ximangos
Carlos Barbosa Ximangos é uma equipe de futebol americano, da cidade de Carlos Barbosa, Rio Grande do Sul, fundada em 20 de abril de 2011 em Caxias do Sul.

## História

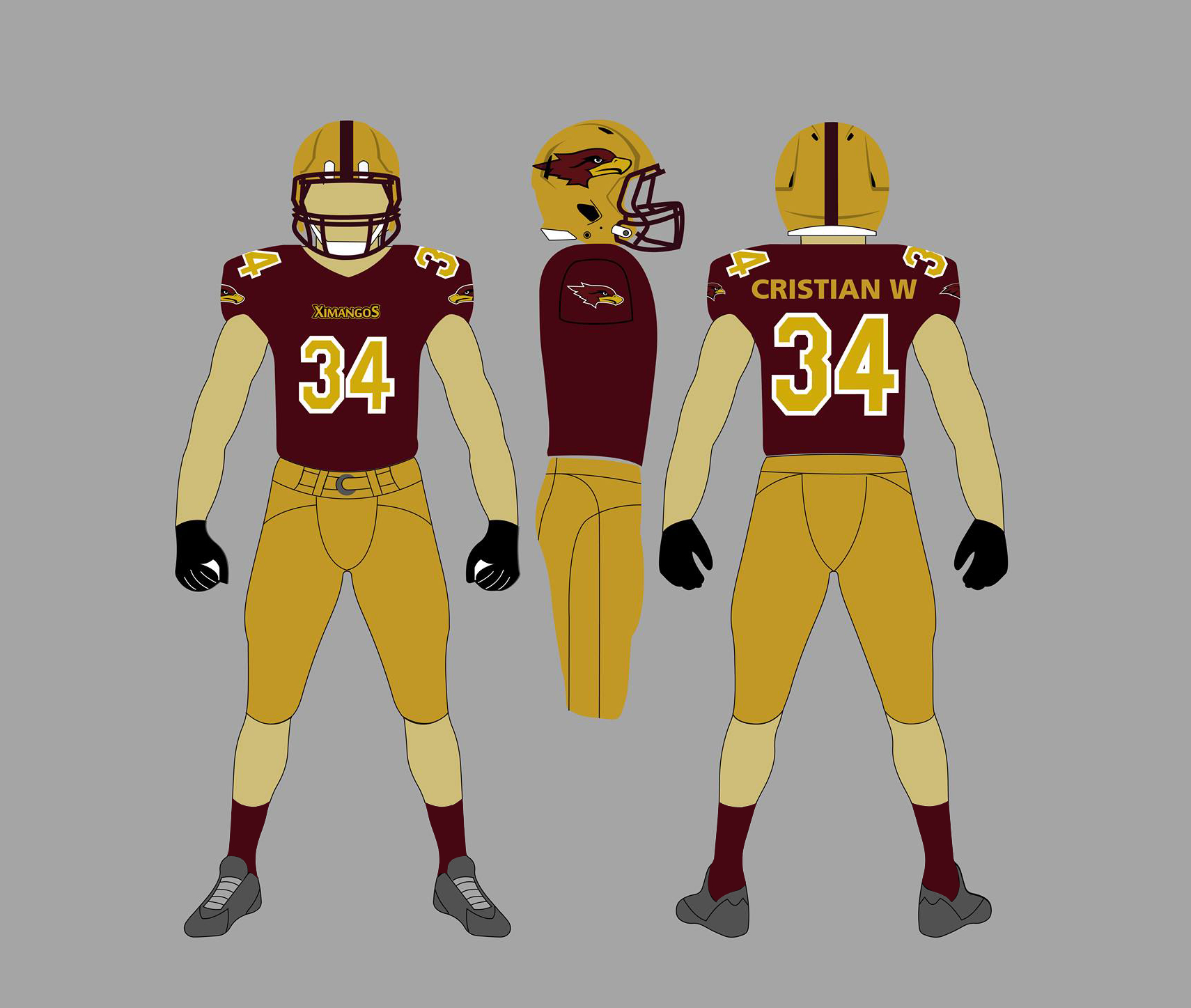
Uniforme do Carlos Barbosa Ximangos

Fundado por um grupo de amigos de Caxias do Sul, em 2011, o novo clube de futebol americano utilizava como local de treino o campo dos funcionários da Seara, em Caxias do Sul. Com o passar do tempo a falta de tempo dos jogadores para os treinos fez com que o time quase acabasse. Em abril de 2012, por iniciativa de ex-integrantes, o clube retomou as atividade com treinos semanais e em nova sede, desta vez em Carlos Barbosa.
No início os campos para treinamento foram cedidos ao clube, primeiro o do TNT e logo depois o da Cave São Miguel. Em 2015 a equipe, em parceria com o Clube Serrano, também de Carlos Barbosa, passou a utilizar o Centro de Treinamento do Clube para seus treinos.
No dia 15 de setembro de 2013, o clube realizou seu primeiro treino coletivo, em São Leopoldo, juntamente com a equipe local, o São Leopoldo Mustangs.
No dia 3 de novembro de 2013 o clube disputou seu primeiro amistoso. O adversário foi o Restinga Redskulls, no Campo do Pampa, em Porto Alegre. Vitória da equipe da capital por 56–06.
Em 30 de agosto de 2015 a cidade de Carlos Barbosa recebe o primeiro jogo de futebol americano da história. Na tarde daquele domingo, porém, o Ximangos acabaria sendo derrotado para o Porto Alegre Crowns, por 22–19, no Campo do Serrano.
Em 24 de abril de 2016, o clube venceu pela primeira vez: 19–08, de virada, foi o placar contra o Tapejara Dragons, atuando no Campo do Serrano.
Visando a participação no Campeonato Gaúcho de Futebol Americano, o Clube preparou-se para a transição para a modalidade Full Pads e contratou Lafaiete Luiz de Oliveira Junior, para ser o Head Coach, William Spazzin, como preparador físico, Diane Benini, nutricionista e Milena Schäfer, para a assessoria de imprensa.
Para integrar a comunidade no novo esporte, o Clube promoveu em 26 de junho de 2016 o 1° Ximango's Day.
Em 28 de agosto de 2016, o Clube realizou o primeiro amistoso na modalidade Full Pads. O jogo no Parque Municipal do Chimarrão em Venâncio Aires acabou em 29–06 para o time da casa, o Bulldogs FA.
Em 17 de dezembro de 2016, o Clube realizou o primeiro amistoso na modalidade Full Pads como mandande. No Estádio Alcides Santarosa em Garibaldi, o Ximangos perdeu para o São Leopoldo Mustangs de virada: 03–09. O jogo contou com Cheerleaders, numa parceria do Clube com a Expressão Escola de Dança, na ocasião o clube também apresentou o novo uniforme a ser utilizado na estreia em competições estaduais.
Em 19 de fevereiro de 2017, a derrota para o Bento Gonçalves Snakes, por 36–00, marcou a estreia do Clube em competições oficiais. A partida, válida pelo Campeonato Gaúcho, foi disputada no Estádio da Montanha, em Bento Gonçalves. A primeira vitória em jogos oficias ocorreu em 25 de março de 2017, jogando no Campo do Serrano, em Carlos Barbosa, numa virada sobre o Bulldogs FA, placar final: 06–05.
Ao final do Campeonato Gaúcho de 2017, o Clube trouxe Paulo de Tarso para ser o head coach. Técnico eleito o melhor do Campeonato Gaúcho de 2016, quando treinava a equipe do Restinga Redskulls.
Em 2018, o clube disputou sua primeira final. Em 25 de novembro, foi derrotado pelo Cruzeiro Lions, em partida válida pela Copa RS de Futebol Americano de 2018. A inesperada virada, estabelecida em 18–07 para o clube da capital gaúcha, interrompeu uma campanha perfeita do Ximangos até então, eram três jogos, com três vitórias. Mais de 750 pessoas acompanharam a partida no Clube Serrano, recorde de público até então.
Em 2019 o Clube conquistou o seu primeiro título. Em 30 de novembro conquistou de forma invicta a Copa RS de Futebol Americano de 2019 ao vencer na final a Equipe do Gravataí Spartans pelo placar de 38 a 0, no Clube Serrano. Como destaques individuais na competição, a FGFA elegeu Wagner Bottega como MVP do Ataque, Fernando Malvessi como MVP de Defesa e Eduardo Cousseau como MVP do Special Team. Ricardo Facchini também levou o MVP de head coach.
Em 2022, de volta às competições, após a Pandemia de COVID-19, disputou pela primeira vez uma competição nacional. Sua estreia na Segunda Divisão do Campeonato Brasileiro ocorreu em 10 de julho, frente ao Criciúma Iron Tigers, de Santa Catarina, e terminou com vitória pelo placar de 37–08. Como a parceria com o Serrano Futebol Clube foi encerrada meses antes, a partida foi disputada no Campo da Associação Esportiva e Cultural Palmeiras de Desvio Machado, local onde o Clube vai mandar seus jogos a partir de então. Com duas vitórias (frente ao Criciúma Iron Tigers e Curitiba Lions) e beneficiado, também, pelo WO frente à Equipe do Mooca Destroyers, avançou à semifinal da competição, alcançando a segunda melhor campanha dentre as vinte equipes participantes. Na semifinal, porém, acabou derrotado para o Juiz de Fora Imperadores pelo placar de 19–12. 

### Escudo
| Evolução do Escudo do Carlos Barbosa Ximangos | Evolução do Escudo do Carlos Barbosa Ximangos | Evolução do Escudo do Carlos Barbosa Ximangos | Evolução do Escudo do Carlos Barbosa Ximangos |
| 2011-2021                                     | 2022-Atualmente                               |                                               |                                               |
| --------------------------------------------- | --------------------------------------------- | --------------------------------------------- | --------------------------------------------- |

### Jogos
| Todos os Jogos do Carlos Barbosa Ximangos |                         |                         |         |                          |                                               |                                  |      |
| Jogo                                      | Data                    | Time mandante           | Placar  | Time visitante           | Estádio                                       | Competição                       | Ref. |
| 1                                         | 3 de novembro de 2013   | Restinga Redskulls      | 56 – 06 | Carlos Barbosa Ximangos  | Campo do Pampa, Porto Alegre                  | Amistoso                         |      |
| 2                                         | 30 de agosto de 2015    | Carlos Barbosa Ximangos | 19 – 22 | Porto Alegre Crows       | Campo do Serrano, Carlos Barbosa              | Amistoso                         |      |
| 3                                         | 24 de abril de 2016     | Carlos Barbosa Ximangos | 19 – 08 | Tapejara Dragons         | Campo do Serrano, Carlos Barbosa              | Amistoso                         |      |
| 4                                         | 28 de agosto de 2016    | Bulldogs FA             | 29 – 06 | Carlos Barbosa Ximangos  | Parque Municipal do Chimarrão, Venâncio Aires | Amistoso                         |      |
| 5                                         | 17 de dezembro de 2016  | Carlos Barbosa Ximangos | 03 – 09 | São Leopoldo Mustangs    | Estádio Alcides Santarosa, Garibaldi          | Amistoso                         |      |
| 6                                         | 19 de fevereiro de 2017 | Bento Gonçalves Snakes  | 36 – 00 | Carlos Barbosa Ximangos  | Estádio da Montanha, Bento Gonçalves          | Campeonato Gaúcho de 2017        |      |
| 7                                         | 25 de março de 2017     | Carlos Barbosa Ximangos | 06 – 05 | Bulldogs FA              | Campo do Serrano, Carlos Barbosa              | Campeonato Gaúcho de 2017        |      |
| 8                                         | 23 de abril de 2017     | Restinga Redskulls      | 61 – 00 | Carlos Barbosa Ximangos  | Campo do Pampa, Porto Alegre                  | Campeonato Gaúcho de 2017        |      |
| 9                                         | 13 de maio de 2017      | Porto Alegre Pumpkins   | 43 – 00 | Carlos Barbosa Ximangos  | Estádio Universitário da PUCRS, Porto Alegre  | Campeonato Gaúcho de 2017        |      |
| 10                                        | 28 de maio de 2017      | Carlos Barbosa Ximangos | 00 – 86 | Juventude FA             | Campo do Serrano, Carlos Barbosa              | Campeonato Gaúcho de 2017        |      |
| 11                                        | 24 de setembro de 2017  | Bulldogs FA             | 32 – 00 | Carlos Barbosa Ximangos  | Estádio Edmundo Feix, Venâncio Aires          | Copa RS de 2017                  |      |
| 12                                        | 15 de outubro de 2017   | Carlos Barbosa Ximangos | 16 – 20 | Porto Alegre Warriors    | Campo do Serrano, Carlos Barbosa              | Copa RS de 2017                  |      |
| 13                                        | 18 de novembro de 2017  | Carlos Barbosa Ximangos | 55 – 02 | Viamão Raptors           | Campo do Serrano, Carlos Barbosa              | Copa RS de 2017                  |      |
| 14                                        | 3 de dezembro de 2017   | Carlos Barbosa Ximangos | 50 – 06 | Viamão Raptors           | Campo do Serrano, Carlos Barbosa              | Copa RS de 2017                  |      |
| 15                                        | 11 de março de 2018     | Carlos Barbosa Ximangos | 00 – 39 | Armada FA                | Campo do Serrano, Carlos Barbosa              | Campeonato Gaúcho de 2018        |      |
| 16                                        | 21 de abril de 2018     | Carlos Barbosa Ximangos | 15 – 00 | Buriers Football         | Campo do Serrano, Carlos Barbosa              | Campeonato Gaúcho de 2018        |      |
| 17                                        | 12 de maio de 2018      | Carlos Barbosa Ximangos | 12 – 13 | Porto Alegre Bulls       | Campo do Serrano, Carlos Barbosa              | Campeonato Gaúcho de 2018        |      |
| 18                                        | 16 de setembro de 2018  | Carlos Barbosa Ximangos | 12 – 00 | Cruzeiro Lions           | Campo do Serrano, Carlos Barbosa              | Copa RS de 2018                  |      |
| 19                                        | 30 de setembro de 2018  | Carlos Barbosa Ximangos | 39 – 00 | Erechim Coroados         | Campo do Serrano, Carlos Barbosa              | Copa RS de 2018                  |      |
| 20                                        | 21 de outubro de 2018   | Carlos Barbosa Ximangos | 14 – 13 | Buriers Football         | Campo do Serrano, Carlos Barbosa              | Copa RS de 2018                  |      |
| 21                                        | 25 de novembro de 2018  | Carlos Barbosa Ximangos | 07 – 18 | Cruzeiro Lions           | Campo do Serrano, Carlos Barbosa              | Copa RS de 2018                  |      |
| 22                                        | 17 de março de 2019     | Carlos Barbosa Ximangos | 00 – 34 | Porto Alegre Gorillas    | Campo do Serrano, Carlos Barbosa              | Campeonato Gaúcho de 2019        |      |
| 23                                        | 7 de abril de 2019      | Carlos Barbosa Ximangos | 03 – 10 | Juventude FA             | Campo do Serrano, Carlos Barbosa              | Campeonato Gaúcho de 2019        |      |
| 24                                        | 27 de abril de 2019     | Bulldogs FA             | 43 – 00 | Carlos Barbosa Ximangos  | Estádio da Montanha, Mato Leitão              | Campeonato Gaúcho de 2019        |      |
| 25                                        | 5 de outubro de 2019    | Carlos Barbosa Ximangos | 28 – 00 | Ijuí Drones              | Campo do Serrano, Carlos Barbosa              | Copa RS de 2019                  |      |
| 26                                        | 30 de outubro de 2019   | Carlos Barbosa Ximangos | 30 – 00 | Gravataí Spartans        | Campo do Serrano, Carlos Barbosa              | Copa RS de 2019                  |      |
| 27                                        | 30 de novembro de 2019  | Carlos Barbosa Ximangos | 38 – 00 | Gravataí Spartans        | Campo do Serrano, Carlos Barbosa              | Copa RS de 2019                  |      |
| 28                                        | 13 de março de 2022     | União da Serra          | 03 – 05 | Carlos Barbosa Ximangos  | CT do União da Serra, Farroupilha             | Campeonato Gaúcho de 2022        |      |
| 29                                        | 3 de abril de 2022      | Carlos Barbosa Ximangos | 12 – 30 | Porto Alegre Pumpkins    | Estádio da Montanha, Bento Gonçalves          | Campeonato Gaúcho de 2022        |      |
| 30                                        | 24 de abril de 2022     | Canoas Bulls            | 23 – 07 | Carlos Barbosa Ximangos  | Centro Olímpico Municipal, Canoas             | Campeonato Gaúcho de 2022        |      |
| 31                                        | 10 de julho de 2022     | Carlos Barbosa Ximangos | 37 – 08 | Criciúma Iron Tigers     | AEC Palmeiras Desvio Machado, Carlos Barbosa  | Brasileirão - II Divisão de 2022 |      |
| 32                                        | 23 de julho de 2022     | Carlos Barbosa Ximangos | 43 – 06 | Curitiba Lions           | AEC Palmeiras Desvio Machado, Carlos Barbosa  | Brasileirão - II Divisão de 2022 |      |
| 33                                        | 4 de setembro de 2022   | Carlos Barbosa Ximangos | 12 – 19 | Juiz de Fora Imperadores | AEC Palmeiras Desvio Machado, Carlos Barbosa  | Brasileirão - II Divisão de 2022 |      |
| 34                                        | 12 de março de 2023     | Porto Alegre Pumpkins   | 34 – 06 | Carlos Barbosa Ximangos  | Pq. Mun. Rui Coelho Gonçalves, Guaíba         | Campeonato Gaúcho de 2023        |      |
| 35                                        | 16 de abril de 2023     | Carlos Barbosa Ximangos | 07 – 13 | Erechim Coroados         | AEC Palmeiras Desvio Machado, Carlos Barbosa  | Campeonato Gaúcho de 2023        |      |
| 36                                        | 23 de julho de 2023     | Porto Alegre Pumpkins   | 41 – 00 | Carlos Barbosa Ximangos  | Pq. Mun. Rui Coelho Gonçalves, Guaíba         | Brasileirão - II Divisão de 2023 |      |
| 37                                        | 27 de agosto de 2023    | Carlos Barbosa Ximangos | 06 – 30 | PRC Guardian Saints      | AEC Palmeiras Desvio Machado, Carlos Barbosa  | Brasileirão - II Divisão de 2023 |      |
| 38                                        | 16 de setembro de 2023  | Joinville Gladiators    | 18 – 20 | Carlos Barbosa Ximangos  | CT Grêmio Whirlpool, Joinville                | Brasileirão - II Divisão de 2023 |      |
| 39                                        | 1 de outubro de 2023    | Carlos Barbosa Ximangos | 06 – 48 | Porto Alegre Pumpkins    | AEC Palmeiras Desvio Machado, Carlos Barbosa  | Brasileirão - II Divisão de 2023 |      |

## Títulos
| ESTADUAIS | ESTADUAIS                    | ESTADUAIS | ESTADUAIS  |
|           | Competição                   | Títulos   | Temporadas |
| --------- | ---------------------------- | --------- | ---------- |
|           | Copa RS de Futebol Americano | 1         | 2019       |

 Campeão invicto

## Flag Football Feminino
Em 2018 o Clube estreou a sua equipe de Flag Football Feminino. Sua estreia, em jogos oficiais, ocorreu no dia 17 de novembro de 2018, na cidade de Santa Maria. Pela primeira etapa da Copa RS de Flag Football Feminino a equipe acabou derrotada duas vezes: 19–20 frente ao Santa Cruz Chacais e 06–25 frente ao Buriers Football. No ano seguinte participou pela primeira vez do Campeonato Gaúcho da modalidade. Sua partida de estreia foi frente ao Queens Flag Football, em Ijuí, na qual acabaram derrotadas pelo placar de 19–16. A primeira vitória em jogos oficiais ocorreu no dia 27 de março de 2022,  em partida disputada em Carlos Barbosa, durante a primeira etapa do Campeonato Gaúcho Flag Football Feminino de 2022. Na ocasião derrotou a equipe do Erechim Coroados por 51–00. Por esta competição, a equipe também garantiu seu primeiro título na modalidade. Comandadas pelo head coach William Spazzin, a inédita conquista ocorreu durante a etapa final da competição, disputada em 29 de maio na Arena Cruzeiro, em Cachoeirinha. Na ocasião, foram dois jogos, com duas vitórias: 45–12, frente ao Cruzeiro Lions e 20–06, frente ao Santa Maria Soldiers. A equipe de Santa Maria jamais havia perdido para times do Rio Grande do Sul, e havia vencido todas as edições do Campeonato até então.

### Títulos do Flag Football Feminino
| ESTADUAIS | ESTADUAIS                          | ESTADUAIS | ESTADUAIS  |
|           | Competição                         | Títulos   | Temporadas |
| --------- | ---------------------------------- | --------- | ---------- |
|           | Campeonato Gaúcho de Flag Football | 1         | 2022       |

## Ligações Externas
- Carlos Barbosa Ximangos no Facebook
- Carlos Barbosa Ximangos no Twitter
- Carlos Barbosa Ximangos no Instagram